# جیمز کالیس
جیمز کالیس (به انگلیسی: James Callis) زادهٔ ۴ ژوئن ۱۹۷۱، یک بازیگر انگلیسی است که بیشتر شهرت او بخاطر نقش اون به عنوان دکتر گایس بالتار در نسخهٔ بازسازی شدهٔ مجموعهٔ تلویزیونی ناوبر فضایی گاکتیکا می‌باشد. همچنین وی در سال ۲۰۱۰ به جمع بازیگران سریال یوریکا اضافه شد.
از فیلم‌ها یا برنامه‌های تلویزیونی که وی در آن نقش داشته است، می‌توان به بچه بریجت جونز، ویکتوریا و آلبرت، ایمان، آستنلند و هلن تروآ اشاره کرد.